# آي باد ميني 5
آي باد ميني الجيل الخامس، ويشار إليه باسم آي باد ميني 5 (بالإنجليزية: iPad Mini 5)‏ هو حاسوب لوحي من سلسلة آي باد ميني، صممته شركة أبل، وأعلن عنه في بيان صحفي جنبًا إلى جنب مع آي باد آير 3 [الإنجليزية] في 18 مارس 2019 وصدر في نفس اليوم، خليفة لجهاز آي باد ميني 4، في نفس اليوم. توقف إنتاجه في 14 سبتمبر 2021، وأعلن عن إصدار جديد، وهو آي باد ميني 6 [الإنجليزية].